# Praterie inondabili dello Zambesi
Le praterie inondabili dello Zambesi sono un'ecoregione dell'ecozona afrotropicale, definita dal WWF (codice ecoregione: AT0907), formata da varie zone umide sparse per l'Africa australe.

## Territorio
Le praterie inondabili dello Zambesi sono costituite dalle varie pianure inondate, sia stagionalmente che permanentemente, del bacino dello Zambesi e dei bacini fluviali limitrofi. Queste enclaves sono situate in una vasta cintura di savane e boscaglie di miombo e mopane aride e non molto fertili che si estendono da est ad ovest attraverso l'Africa, in un'ampia fascia che va dal nord di Botswana e Namibia ad ovest a Tanzania e Mozambico ad est.
Tra le enclaves di maggiori dimensioni vi sono:
- la valle del fiume Kilombero, nel sud della Tanzania;
- la pianura alluvionale dei fiumi Moyowosi-Malagarasi, nella Tanzania centrale;
- la pianura alluvionale del fiume Ugalla, in Tanzania;
- il delta dell'Okavango, in Botswana;
- la zona attorno al lago Chilwa, in Malawi;
- la pianura alluvionale del Barotseland, le pianure del Kafue, la palude di Busanga e la palude di Lukanga, nel bacino dello Zambesi, nello Zambia;
- la valle del corso superiore Chambeshi, la palude del Bangweulu e la palude del Mweru-Wantipa, nello Zambia.

La regione è caratterizzata da un clima tropicale con un'estate calda ed umida tra novembre e marzo.

## Flora
Queste zone umide presentano una vegetazione tipica delle praterie e delle paludi, che varia notevolmente da un settore all'altro di questa ecoregione che si estende su una vasta area.

## Fauna
In generale possiamo affermare che questa ecoregione ospita un numero ridotto di specie endemiche, ma una grande biodiversità. Pur non ospitando specie endemiche di mammiferi, in essa vivono immense mandrie di grandi mammiferi che intraprendono tuttora vasti spostamenti stagionali. Nella riserva di caccia di Moremi la popolazione di lichi (Kobus leche) supera i 20.000 capi, e nel parco nazionale di Lochinvar vivono più di 35.000 esemplari di una sua particolare sottospecie, il lichi del Kafue (Kobus leche kafuensis). Inoltre, nella valle del Kilombero vive la più numerosa popolazione rimasta di puku (Kobus vardonii) e nel delta del Moyowosi, nel nord-ovest della Tanzania, vivono più di 20.000 bufali (Syncerus caffer). Molti degli ungulati qui presenti si spostano attraverso le pianure alluvionali in risposta alle fluttuazioni del livello delle acque. I damalischi comuni (Damaliscus lunatus), che nell'ecoregione vivono soprattutto nelle pianure allagate stagionalmente, seguono il ritirarsi delle acque durante la stagione secca e si spostano verso terreni più elevati quando il livello delle acque sale. Anche gnu striati (Connochaetes taurinus) ed oribi (Ourebia ourebi) frequentano pianure e praterie alluvionali, anche se questi ultimi prediligono le zone meno acquitrinose, dove alte erbe e arbusti forniscono cibo e riparo. Anche cobi (Kobus ellipsiprymnus), redunche comuni (Redunca arundinum) e sitatunga (Tragelaphus spekii) sono comuni frequentatori di queste zone, pur prediligendo i canneti o le boscaglie più fitte ai margini delle pianure alluvionali. Kudù maggiori (Tragelaphus strepsiceros), alcelafi (Alcelaphus buselaphus), raficeri campestri (Raphicerus campestris), impala (Aepyceros melampus), antilopi nere (Hippotragus niger) e roane (H. equinus) sono poco numerosi, in quanto preferiscono le savane alberate limitrofe. Altri erbivori attirati da questi pascoli lussureggianti sono l'elefante (Loxodonta africana), la zebra comune (Equus quagga) e l'eland (Taurotragus oryx). L'ippopotamo (Hippopotamus amphibius) è presente in quasi tutte le pianure alluvionali dell'ecoregione: nella sola palude del Mweru ne vivono tra i 2000 e i 3000 capi.
Nonostante molti mammiferi siano comuni all'intera ecoregione, la sua natura disgiunta fa sì che ogni suo settore ospiti specie diverse. Per esempio, il lichi nero (Kobus leche smithemani), il damalisco comune e il sitatunga sono le specie dominanti nel bacino del Bangweulu, mentre il lichi del Kafue e la zebra comune sono tra gli erbivori più numerosi delle pianure del Kafue. Lo stesso vale anche per i predatori, rappresentati da leoni (Panthera leo), leopardi (P. pardus), ghepardi (Acinonyx jubatus), iene maculate (Crocuta crocuta) e licaoni (Lycaon pictus). Tra i predatori più piccoli tipici di questa ecoregione inondata figurano la mangusta di palude (Atilax paludinosus), la lontra senza unghie del Capo (Aonyx capensis) - comune nel lago Chilwa - e la lontra dal collo macchiato (Hydrictis maculicollis), un animale che necessita di acque limpide e mostra preferenze per le aree umide caratterizzate da un letto roccioso.
Questa ecoregione sostiene una ricca avifauna e costituisce un'importante habitat per un'intera gamma di uccelli di palude. Unica specie endemica è il tessitore del Kilombero (Ploceus burnieri), presente in un'unica località lungo il fiume omonimo, tra le paludi ricoperte di canne della specie Phragmites mauritianus. Quasi endemici sono il barbetto di Chaplin (Lybius chaplini), endemico dello Zambia centro-meridionale, nel bacino del Kafue, e il tessitore mascherato di Tanzania (Ploceus reichardi), diffuso solamente in poche paludi della Tanzania occidentale, dello Zambia settentrionale e delle aree adiacenti della Repubblica Democratica del Congo. Altri due uccelli dall'areale limitato qui presenti sono il tessitore mascherato del Katanga (Ploceus katangae) e l'averla piumata crestagrigia (Prionops poliolophus). Inoltre, l'ecoregione è situata proprio nel cuore dell'areale di una specie minacciata, la garzetta ardesia (Egretta vinaceigula), rara frequentatrice delle pianure alluvionali dell'Okavango, del Chobe e del dito di Caprivi, nonché della valle dello Zambesi e delle pianure del Bangweulu. Altre specie minacciate sono la gru caruncolata (Grus carunculata), il re di quaglie africano (Crex egregia), il grillaio (Falco naumanni), il croccolone (Gallinago media), il becco a scarpa (Balaeniceps rex), il rallo testarossa (Sarothrura lugens) e la pavoncella testabianca (Vanellus albiceps).
La ricchezza di specie di rettili e anfibi non è particolarmente alta, e l'ecoregione ospita solamente due endemismi: il rospo Sclerophrys reesi, diffuso solamente nel distretto di Mahenge (Tanzania meridionale), e il serpente Crotaphopeltis barotseensis, delle pianure alluvionali del Barotseland. Comuni in quasi tutta l'ecoregione sono il coccodrillo del Nilo (Crocodylus niloticus) e il coccodrillo dal muso stretto centrafricano (Mecistops leptorhynchus).

## Conservazione
Nonostante la mosca tse-tse e le acque stagnanti, queste pianure alluvionali ospitano da lungo tempo comunità rurali, come quelle del popolo lozi nel Barotseland e dei tonga nelle pianure del Kafue, ma la maggior parte dell'ecoregione è disabitata e le aree protette sono numerose. Tuttavia, la fauna selvatica è ancora vulnerabile al bracconaggio, alle coltivazioni illegali e alla competizione con il bestiame domestico. Inoltre, con la continua crescita demografica cresce anche la richiesta di acqua e di terreni agricoli. Le pianure del Kafue hanno cambiato drasticamente il loro aspetto dopo la costruzione di una diga sul fiume, e un progetto simile è previsto anche per l'Okavango.
Tra le aree protette ricordiamo il delta dell'Okavango, le paludi di Bangweulu, Moyowosi e Kilombero, le pianure del Kafue e il lago Chilwa, che è stato dichiarato sito Ramsar. Tra queste aree la più estesa e meglio conosciuta è quella dell'Okavango, che ricade quasi interamente entro i confini della riserva faunistica Moremi, che ospita una fauna spettacolare e costituisce una meta prediletta per i safari, con base nella città di Maun. Nello Zambia sorgono i parchi nazionali di Lochinvar e di Blue Lagoon.